# Erioptera (Erioptera) polytricha
Erioptera (Erioptera) polytricha is een tweevleugelige uit de familie steltmuggen (Limoniidae). De soort komt voor in het Neotropisch gebied.